# Nan's Diplomacy
Nan's Diplomacy è un cortometraggio muto del 1911 diretto da Harry Solter e prodotto dalla Lubin.

## Trama
All'apparizione improvvisa del suo ex fidanzato, Nan simula davanti al marito un attacco di follia.

## Produzione
Il film fu prodotto dalla Lubin Manufacturing Company.

## Distribuzione
Distribuito dalla General Film Company, il film - un cortometraggio in una bobina - uscì nelle sale statunitensi il 27 febbraio 1911.